# 常陸國風土記
《常陸國風土記》（ひたちのくにふどき）乃是日本奈良時代和銅6年（公元713年）開始編纂，至養老5年（721年）完成，關於常陸國（今關東地方茨城縣大部份）的風土記；也是現存流傳較為完整的五部風土記之一。

## 概要
奈良時代初期元明天皇下詔各令制國的國衙開始編纂，主要以漢文記述。為了整備律令制度，仿效中國的地方志編纂，並做為地方統治的方針。由於該書編纂時正採用鄉里制作為行政區域劃分，城郭、烽火、驛站等軍事相關的事項亦詳實記載。
最大的特徵在於夾雜仿自中國四六駢儷體之文體，歌則以萬葉假名表記。作為東海道唯一留存的風土記，該文獻可一窺當時東海道的風土民情。本書大量記載關於倭武天皇的事蹟，也記錄許多日本神祇，特別是坐鎮在香島郡的香島大神（今鹿島神宮），因此出現該書編輯群中心是藤原宇合之說法。由於藤原曾擔任遣唐使節團的遣唐副使，並於現存日本最古老的漢詩選集《懷風藻》留下最多作品，又曾出任常陸國守，後人才會懷疑是編輯群之一。另外，《萬葉集》卷六收錄天平4年（732年）藤原宇合遣西海道節度使時，高橋虫麻呂為之作送別歌。同書卷九收錄高橋虫麻呂所作「檢税使大伴卿登筑波山時歌」，證明養老3年（719年）高橋位於常陸國，彼時該國國守為藤原宇合，是以後來出現高橋為藤原屬下，且高橋亦負責編輯《常陸國風土記》的推論。

## 內容構成
該書卷首為總記，記錄常陸國之概要與國名源由；接著記述各郡之郡名源由與傳承。
- 卷首
- 新治郡（日语：新治郡）
- 白壁郡（日语：真壁郡）
- 筑波郡（日语：筑波郡）
- 河内郡（日语：河内郡 (茨城県)）
- 信太郡（日语：信太郡）
- 茨城郡（日语：茨城郡）
- 行方郡（日语：行方郡 (茨城県)）
- 香島郡（日语：鹿島郡 (茨城県)）
- 那賀郡
- 久慈郡
- 多珂郡（日语：多賀郡）

## 收錄的神話故事

### 夜刀神
據「行方郡」條所載，在常陸一帶的新闢田地間常出現為數甚多的蛇群（也就是夜刀神）作惡，妨礙農務。這些夜刀神有著像蛇一般的身軀，頭上長有尖角，往往率群而來；且據說當人類目擊夜刀神的話，其家門必會破亡，甚至子孫滅絕。當時，有一位名為箭括麻多智之人想要在此地開墾，遂打殺驅逐夜刀神直至高山之下。後來他在山腳與農村之間豎立標記，向蛇群表示：「此山上乃眾夜刀神的領域，山下農田則屬於老百姓的工作範圍。今後我輩將對眾神奉祀有加，且世代敬祭，只祈求眾神莫對我輩怨恨。」於是麻多智設立愛宕神社以祭祀這些夜刀神，並將此習俗代代相傳，至今不絕。

### 大太法師
依照「香島郡」、「那賀郡」條記載，平津驛家以西一二里有大櫛岡，因上古時代有一個身體巨大的人，身居丘壟之上，手摎海濱之蜃；他所吃的蛤貝積聚成岡，故稱大櫛之岡。

## 內部連結
- 古風土記

## 外部連結
- （日語）口訳・常陸国風土記 （页面存档备份，存于）
- （日語）茨城県生活環境部生活文化課：常陸国風土記1300年記念 （页面存档备份，存于）